# Mestre dos julgamentos
Mestre dos julgamentos (em grego: ἐπὶ τῶν κρίσεων; romaniz.: epi ton kriseon; lit. "encarregado dos casos [legais]") foi um oficial judicial do Império Bizantino responsável por presidir sobre tribunais envolvendo ações cíveis. A posição foi criada pela primeira vez pelo imperador Constantino IX Monômaco (r. 1042–1055) como parte de suas reformas legislativas de 1043-1047. De acordo com a "História" de Miguel Ataliata, juízes provinciais tinham que escrever e enviar cópias de seus vereditos para o mestre dos julgamentos, que atuava como o supervisor do departamento de casos do direito privado.